# Белиш (Клуж)
Белиш (рум. Beliş) насеље је у Румунији у округу Клуж у општини Белиш. Oпштина се налази на надморској висини од 1103 m.

## Становништво
Према подацима из 2002. године у насељу је живело 1384 становника, од којих су сви румунске националности.

### Хронологија
| Година       | 1992 | 1993 | 1994 | 1995 | 1996 | 1997 | 1998 | 1999 | 2000 | 2001 | 2002 | 2003 | 2004 | 2005 | 2006 | 2007 | 2008 | 2009 | 2010 | 2011 | 2012 | 2013 | 2014 | 2015 | 2016 | 2017 |
| ------------ | ---- | ---- | ---- | ---- | ---- | ---- | ---- | ---- | ---- | ---- | ---- | ---- | ---- | ---- | ---- | ---- | ---- | ---- | ---- | ---- | ---- | ---- | ---- | ---- | ---- | ---- |
| Становништво | 1932 | 1848 | 1806 | 1749 | 1723 | 1684 | 1660 | 1621 | 1604 | 1574 | 1547 | 1537 | 1516 | 1486 | 1472 | 1452 | 1438 | 1406 | 1370 | 1341 | 1351 | 1358 | 1344 | 1328 | 1323 | 1315 |